# Sören Bracq
Sören Bracq (* 23. Februar 2007) ist ein französischer Basketballspieler.

## Werdegang
Bracqs Vater Damien spielte lange für Saint-Léonard (zeitweise in der dritten französischen Liga), ehe er Trainer wurde. Sören Bracq begann in Angers mit dem Basketballsport. 2021 wechselte in die Jugend von Cholet Basket.
In der Saison 2024/25 gab er seinen Einstand in Cholets Herrenmannschaft. Im Dezember 2024 stand Bracq erstmals in einem Spiel der ersten französischen Liga in der Anfangsaufstellung. Zur Saison 2025/26 wechselte er zu BCM Gravelines.

### Nationalmannschaft
2024 nahm er an der U17-Weltmeisterschaft teil.